# NGC 101
NGC 101 es una galaxia espiral localizada aproximadamente a 150 millones de años luz de distancia en la constelación de Sculptor. Fue descubierta por John Herschel en 1834 y su magnitud aparente es 12.8.